# Chrysophyllum amazonicum
Chrysophyllum amazonicum – gatunek drzew należących do rodziny sączyńcowatych. Jest gatunkiem występującym w Ameryce Południowej, na terenie zachodniej Amazonii.